# Vladimír Karbusický
Vladimír Karbusický (9. dubna 1925 Velim, Československo – 23. května 2002 Hamburk, Německo) byl český muzikolog, folklorista, sociolog, estetik, pedagog a publicista.

## Život
Vladimír Karbusický odmaturoval nejprve roku 1945 na průmyslové škole v Kutné Hoře a později ještě v roce 1949 na reálném gymnáziu v Praze. Poté studoval strojní inženýrství na ČVUT, které však opustil pro filozofii, hudební vědu a estetiku. Vystudoval je na Univerzitě Karlově. Po obhajobě disertační práce působil jako vědecký pracovník v Ústavu pro etnografii a folkloristiku ČSAV. Aktivně se zúčastnil výzkumu lidové kultury českých kolonistů v rumunských Karpatech. V letech 1955–1966 se věnoval práci o nejstarších českých pověstech. V roce 1958 vydal metodologicky významnou studii o datování vojenských lidových písní v Čechách. Od roku 1962 se zaměřoval na výzkum hudebnosti v průmyslových centrech a začal se orientovat na hudebně-sociologické problémy. V roce 1966 přešel do Ústavu hudební vědy ČSAV a vydal (1968) metodologicky i materiálově objevnou, dodnes inspirativní knihu Mezi lidovou písní a šlágrem, náčrt dějin profánního zpěvu v Čechách. Jeho „kacířská“ práce Podstata umění, kritický pohled na genezi a interpretaci teorie odrazu, byla hned po vyjití (1969) zabavena a Karbusického práce dány na index. Po srpnu 1968 odešel do SRN, kde působil nejprve jako vědecký pracovník, později jako vysokoškolský učitel. Vedle hudební sociologie se věnoval především sémiotice a sémantice hudby. V roce 1976 založil katedru systematické hudební vědy na univerzitě v Hamburku, kde působil jako profesor. Od roku 1991 přednášel jako hostující profesor i na našich univerzitách. V SRN žil nedaleko Hamburku v Buchholz (v Nordheide), pohřben je na Lesním hřbitově v Hamburku.
Do dějin evropské hudební vědy vstoupil jako autor originálních sociologických, sémiotických a hudebně-antropologických studií, v nichž obdivuhodným způsobem stmeluje etnografický a historický výzkum s aspektem etnomuzikologickým a všeobecně antropologickým.
Významným způsobem zasáhl do bádání v oblasti starých českých pověstí a legend. Z muzikologického hlediska rozpoznal a dal jejich původ do souvislosti s dvorskou zpěvní epikou, čímž byl popřen lidový i národní původ pověstí, zastávaný zvláště marxisticky orientovanými historiky (např. František Graus, Zdeněk Fiala, Dušan Třeštík), kteří jeho závěry odmítali.[zdroj?] Proslavil se kontroverzním pokusem o čtení jmen mytických pohanských knížat z Kosmovy kroniky jako souvislého textu, který dnes není obecně přijímán. Od 90. let 20. století byl jeho přínos v historickém výzkumu postupně doceněn a uznán.[zdroj?] Na jeho památku je v Libici nad Cidlinou nazvána ulice Dr. Karbusického.

## Dílo

### Knihy
- Nejstarší pověsti české. Fantazie – domněnky – fakta. Edice Kolumbus, sv. 29. Praha, Mladá fronta 1966, 324 s.; 1967, 2. vyd., 348 s.
- Báje, mýty, dějiny. Nejstarší české pověsti v kontextu evropské kultury. Praha, Mladá fronta 1995. 312 s.
- Mezi lidovou písní a šlágrem. Praha, Editio Supraphon 1968. 235 s.
- Jüdische Anekdoten aus Prag. Herder 1993.
- Naše dělnická píseň. Praha, Orbis 1953.
- Dělnické balady. Praha, NPL - Nakladatelství politické literatury 1962. (spoluautor)
- Písně lidu pražského. Praha, Československý spisovatel 1966. (spoluautor)
- Ruské byliny. Praha, SNKLU 1964. (spoluautor)
- Kabaretní písničky. Praha, SHV 1961. (spoluautor)
- Mahler in Hamburg. Chronik einer Freundschaft. Von Bockel Verlag 1996. 179 s.

### Články
- Středověká epika a počátky české hudby. Hudební věda 1, 1964, č. 3, s. 367–449.
- Datování lidových písní vojenských. Příspěvek k dějinám naší lidové písně. Český lid 45, 1958, s. 193–199.